# Ницгале
Ни́цгале (латыш. Nīcgale) — населённый пункт в Аугшдаугавском крае Латвии. Административный центр Ницгальской волости. Находится у региональной автодороги P64 (Вишки — Ницгале). Расстояние до города Даугавпилс составляет около 39 км. Железнодорожная станция Ницгале на линии Крустпилс — Даугавпилс.
По данным на 2015 год, в населённом пункте проживало 328 человек. Преобладают многоквартирные жилые дома с централизованным водоснабжением и канализацией. Есть волостная администрация, начальная школа, детский сад, библиотека, общественный центр, поликлиника, почтовое отделение, два магазина.

## История
Впервые упоминается в 1254 году.
В советское время населённый пункт был центром Ницгальского сельсовета Даугавпилсского района. В селе располагался совхоз «Ницгале».
В 1863 году выстроен неоготический католический храм Девы Марии, в 2023 году отметил своё 160-летие.